# Читлуци
Читлуци (на сръбски: Читлуци) е село в Босна и Херцеговина, разположено в община Соколац, в ентитета на Република Сръбска. Населението му според преброяването през 2013 г. е 39 души, от тях: 38 (97,43 %) сърби, 1 (2,56 %) хърватин.

## Население
Численост на населението според преброяванията през годините:
- 1961 – 170 души
- 1971 – 138 души
- 1981 – 86 души
- 1991 – 57 души
- 2013 – 39 души